# Выборы губернатора Псковской области (2014)
Выборы губернатора Псковской области состоялись в Псковской области 14 сентября 2014 года в единый день голосования. На выборах официально были зарегистрированы 5 кандидатов. Выборы состоялись в первом туре, победил действующий губернатор Андрей Турчак. Он был избран на 5-летний срок.
На 1 января 2014 года в Псковской области было зарегистрировано 565 470 избирателей (в 2013 — 566 589).

## Ход событий
- 4 июня избирком Псковской области довёл до сведения региональных отделений политических партий, зарегистрированных в Псковской области, процедуру выдвижения кандидатов
- 10 июня депутаты Псковского областного Собрания депутатов на 31-й внеочередной сессии официально назначили дату выборов
- 10 июня избирком Псковской области принял постановление с расчётом числа подписей, необходимых каждому кандидату для регистрации[3]
- 11 июня началась кампания по выдвижению кандидатов на пост губернатора
- 30 июля, за 45 дней до голосования, завершился сбор подписей и подготовка документов кандидатов к подаче в избирком
- 4 августа закончилось предоставление документов для регистрации

## Наблюдение
Ранее, на президентских выборах 2012 года, избирательные участки Псковской области уже были оборудованы видеокамерами компанией «Ростелеком». В апреле 2014 года председатель областного Избиркома Николай Цветков заявил, что по предварительным подсчётам повторная организация видеонаблюдения будет стоить бюджету области 28 миллионов рублей. После этого главы муниципалитетов решили отказаться от видеонаблюдения.

## Выдвижение
- 11 июня началось выдвижение кандидатов.
- с 11 июня по 30 июля — период сбора подписей муниципальных депутатов и регистрации заявлений кандидатов в избирательной комиссии. До 4 августа в избирком должны быть сданы все документы для регистрации[5].

### Право выдвижения
Губернатором может быть избран гражданин Российской Федерации, достигший возраста 30 лет.
В Псковской области кандидаты выдвигаются только политическими партиями, имеющими в соответствии с федеральными законами право участвовать в выборах. При этом кандидатам не обязательно быть членом какой-либо партии.
С июня 2013 года кандидат в губернаторы области обязан также представить в избирком Псковской области письменное уведомление о том, что он не имеет счетов (вкладов), не хранит наличные денежные средства и ценности в иностранных банках.

### Муниципальный фильтр
1 июня 2012 года вступил в силу закон, вернувший прямые выборы глав субъектов Российской Федерации. Однако был введён так называемый муниципальный фильтр. Всем кандидатам на должность главы субъекта РФ (как выдвигаемых партиями, так и самовыдвиженцам), согласно закону, требуется собрать в свою поддержку от 5 % до 10 % подписей от общего числа муниципальных депутатов и избранных на выборах глав муниципальных образований, в числе которых должно быть от 5 до 10 депутатов представительных органов муниципальных районов и городских округов и избранных на выборах глав муниципальных районов и городских округов. Муниципальным депутатам представлено право поддержать только одного кандидата.
В Псковской области на момент назначения выборов числился 2131 муниципальный депутат и 137 глав муниципальных образований, представляющих 85 сельских поселений (волостей), 1 межселенную территорию Залитских островов, 26 городских поселений, 24 района, а также 2 городских округа (см. Административно-территориальное деление Псковской области).
Кандидаты должны собрать подписи 7% муниципальных депутатов и глав муниципальных образований. Среди них должны быть подписи депутатов райсоветов и советов городских округов и подписи глав районов и городских округов в количестве 10 % от общего числа депутатов и глав. Кроме того, кандидат должен получить в свою поддержку подписи депутатов райсоветов и советов городских округов и глав районов и городских округов не менее чем в трёх четвертях районов и городских округов, то есть в 20 из 26.
10 июня, сразу после официального назначения выборов, избирком Псковской области опубликовал постановление с числом необходимых подписей для поддержки выдвижения кандидата. Кандидатам необходимо собрать подписи от 150 до 157 депутатов всех уровней и глав муниципальных образований, из которых от 44 до 46 — депутатов райсоветов и советов городских округов и глав районов и городских округов не менее чем 20 районов и городских округов области. При этом общее число муниципальных депутатов (от числа которых высчитываются 7%) избирком Псковской области в постановлении не указал.

### Регистрация
11 июля избирательная комиссия зарегистрировала Александра Рогова (КПРФ).
21 июля зарегистрирован Олег Брячак (Справедливая Россия).
6 августа зарегистрирован Сергей Макарченко (ЛДПР).
8 августа зарегистрирован Андрей Турчак (Единая Россия).
12 августа зарегистрирован Василий Бобалев (Правое дело). Тогда же избирательная комиссия отказала в регистрации 4 кандидатам. Отказы получили Лев Шлосберг («Яблоко»), Алексей Бурнацев («Гражданская инициатива»), Игорь Балабуст («Трудовая партия России») и Виктор Антипов («Рожденные в СССР»), которые не смогли собрать в свою поддержку необходимое количество подписей.

## Кандидаты
Кандидатов на выборах губернатора выдвинули 9 партий. Зарегистрировано было 5 кандидатов.
| Кандидат          | Должность (на момент выдвижения)                                                           | Партия                 | Статус                 |
| ----------------- | ------------------------------------------------------------------------------------------ | ---------------------- | ---------------------- |
| Виктор Антипов    | начальник отдела в Псковском филиале ФГУП «Ростехинвентаризация — Федеральное БТИ»         | Рождённые в СССР       | отказано в регистрации |
| Игорь Балабуст    | председатель Псковского регионального союза профсоюзных организаций «Соцпроф»              | Трудовая партия России | отказано в регистрации |
| Василий Бобалёв   | генеральный директор ООО «Минерал и Ко» , депутат Псковского областного Собрания депутатов | Правое дело            | зарегистрирован        |
| Олег Брячак       | депутат Псковского областного Собрания депутатов                                           | Справедливая Россия    | зарегистрирован        |
| Алексей Бурнацев  | пенсионер МВД России                                                                       | Гражданская инициатива | отказано в регистрации |
| Сергей Макарченко | депутат Псковского областного Собрания депутатов                                           | ЛДПР                   | зарегистрирован        |
| Александр Рогов   | депутат Псковского областного Собрания депутатов                                           | КПРФ                   | зарегистрирован        |
| Андрей Турчак     | врио губернатора Псковской области                                                         | Единая Россия          | зарегистрирован        |
| Лев Шлосберг      | депутат Псковского областного Собрания депутатов                                           | Яблоко                 | отказано в регистрации |

## Результаты
В выборах в приняли участие 213 248 человек, таким образом явка избирателей составила 37,90%.
| Явка избирателей                                      | Явка избирателей                                      | Явка избирателей | Явка избирателей |
| ----------------------------------------------------- | ----------------------------------------------------- | ---------------- | ---------------- |
| Число избирателей, включённых в список избирателей    | Число избирателей, включённых в список избирателей    | 562 582          | 100 %            |
| Из них приняли участие в выборах (выдано бюллетеней)  | Из них приняли участие в выборах (выдано бюллетеней)  | 213 248          | 37,90 %          |
| Процент испорченных бюллетеней                        |                                                       |                  |                  |
| Приняли участие в голосовании (возвращёно бюллетеней) | Приняли участие в голосовании (возвращёно бюллетеней) | 212 631          | 100 %            |
| Из них действительных бюллетеней                      | Из них действительных бюллетеней                      | 209 733          | 98,64 %          |
| Из них недействительных бюллетеней                    | Из них недействительных бюллетеней                    | 2 898            | 1,36 %           |
| Распределение голосов:                                |                                                       |                  |                  |
| 1.                                                    | Андрей Турчак                                         | 166 613          | 78.36 %          |
| 2.                                                    | Александр Рогов                                       | 23 859           | 11.22 %          |
| 3.                                                    | Олег Брячак                                           | 11 230           | 5.28 %           |
| 4.                                                    | Сергей Макарченко                                     | 5 637            | 2.65 %           |
| 5.                                                    | Василий Бобалев                                       | 2 394            | 1.13 %           |
| Число действительных (учтённых) бюллетеней            | Число действительных (учтённых) бюллетеней            | 209 733          | 100 %            |